# Bertram (Iowa)
Bertram és una població dels Estats Units a l'estat d'Iowa. Segons el cens del 2000 tenia 681 habitants.

## Demografia
Segons el cens del 2000, Bertram tenia 681 habitants, 98 habitatges, i 76 famílies. La densitat de població era de 205,4 habitants per km².
Dels 98 habitatges en un 20,4% hi vivien nens de menys de 18 anys, en un 72,4% hi vivien parelles casades, en un 3,1% dones solteres, i en un 22,4% no eren unitats familiars. En el 18,4% dels habitatges hi vivien persones soles el 8,2% de les quals corresponia a persones de 65 anys o més que vivien soles. El nombre mitjà de persones vivint en cada habitatge era de 2,35 i el nombre mitjà de persones que vivien en cada família era de 2,66.
Per edats la població es repartia de la següent manera: un 10,7% tenia menys de 18 anys, un 62,4% entre 18 i 24, un 7,9% entre 25 i 44, un 14,7% de 45 a 60 i un 4,3% 65 anys o més.
L'edat mediana era de 21 anys. Per cada 100 dones de 18 o més anys hi havia 101,3 homes.
La renda mediana per habitatge era de 58.750 $ i la renda mediana per família de 66.500 $. Els homes tenien una renda mediana de 46.750 $ mentre que les dones 32.143 $. La renda per capita de la població era de 16.015 $. Entorn del 2,6% de les famílies i el 16,5% de la població estaven per davall del llindar de pobresa.

## Poblacions més properes
El següent diagrama mostra les poblacions més properes.